# Астрід Уренгольдт Якобсен
Астрід Уренгольдт Якобсен (норв. Astrid Uhrenholdt Jacobsen, 22 січня 1987) — норвезька лижниця, олімпійська чемпіонка, чемпіонка світу.